# Luo jezici
Luo jezici, skupina od 24 zapadnonilotska jezika iz Sudana, Ugande, Kenije i Čada, koju čini zajedno s jezicima dinka-nuer. 
Luo jezici dijele se na dvije osnovne grane. a) sjevernu s podskupinama anuak (1 istoimeni jezik, [anu]), bor (1, jezik belanda bor [bxb]), Jur (1, jezik Luwo [lwo]), maban-burun (12), shilluk (1, jezik Shilluk [shk]), thuri (1, thuri [thu]) i pobliže neklasificirani jezik päri [lkr]; i b) južnu s podskupinama adhola (1, adhola [adh]), kuman (1, kumam [kdi]) i luo-acholi (4) jezika.
Prema ranijoj klasifikaciji obuhvaćala je 15 jezika, devet sjevernih i šest južnih;